# Syzygium decussatum
Syzygium decussatum är en myrtenväxtart som först beskrevs av Albert Charles Smith, och fick sitt nu gällande namn av Edward Sturt Biffin och Lyndley Alan Craven. Syzygium decussatum ingår i släktet Syzygium och familjen myrtenväxter. Inga underarter finns listade i Catalogue of Life.